# هاتسوموده

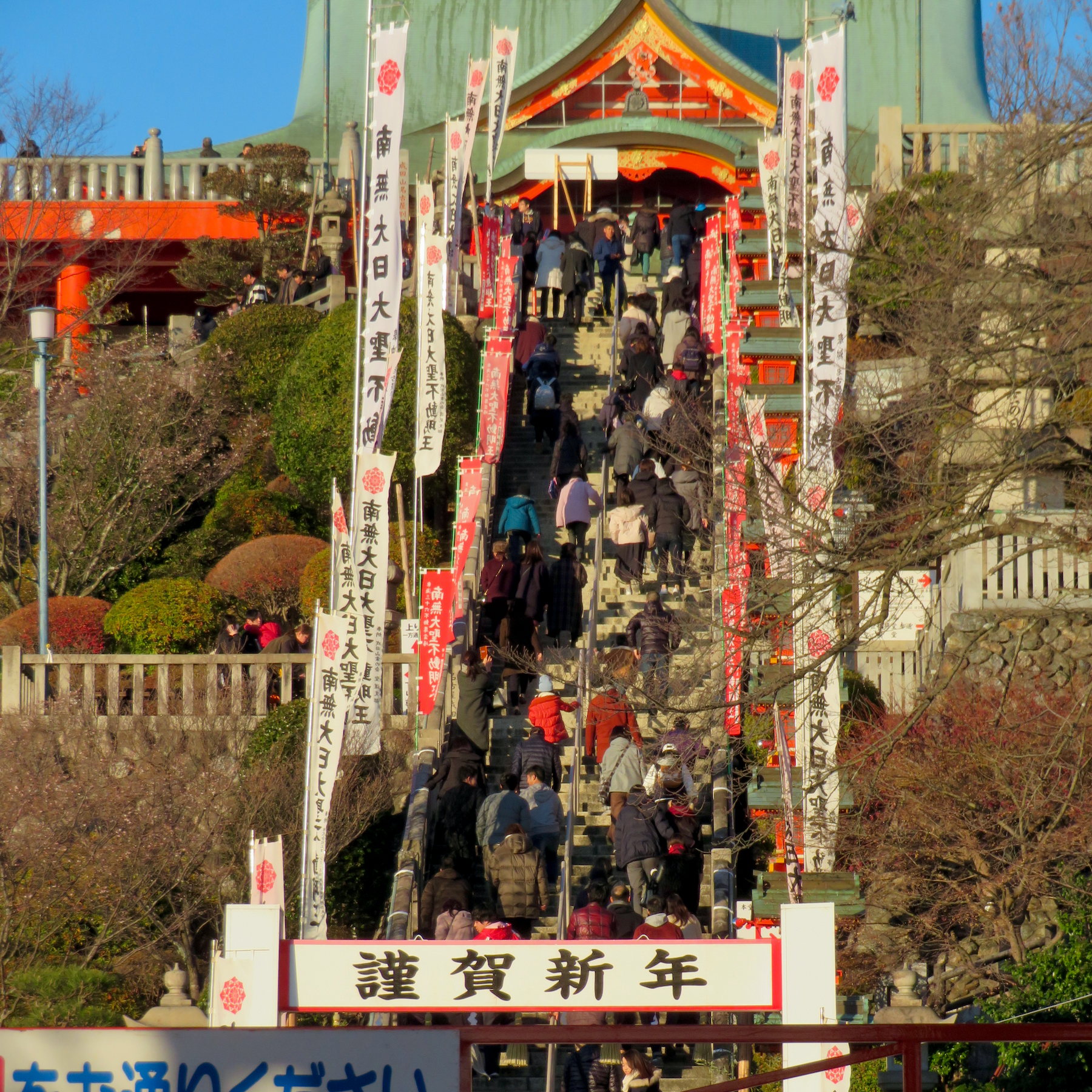
هاتسوموده در معبد ناریتا- سان در اینویاما، آیچی

هاتسوموده (به ژاپنی: 初詣, hatsumōde)، اولین زیارت در معبد بودایی یا زیارتگاه معبد شینتویی در سال نوی ژاپنی است.